# Julio González (malarz)

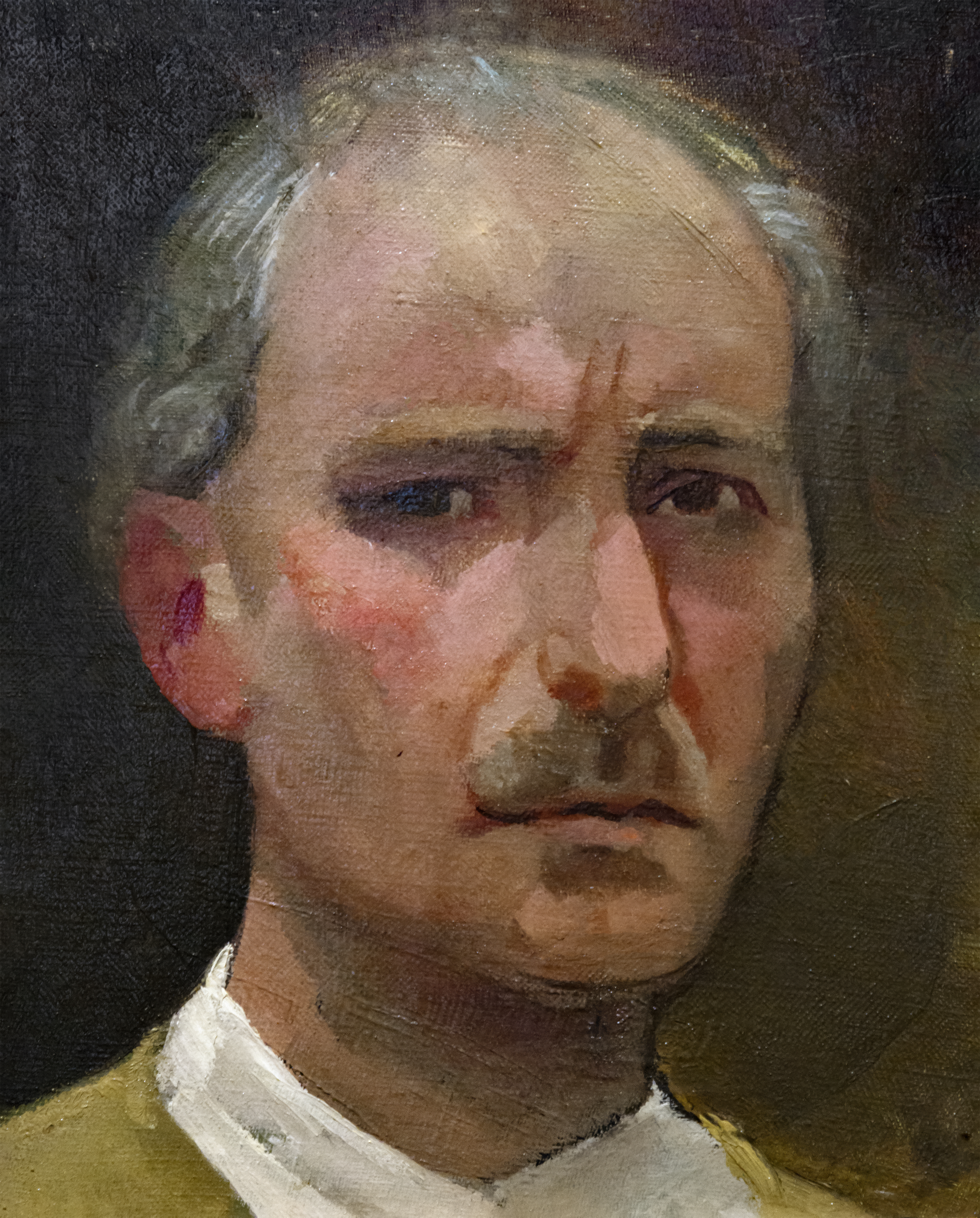
Autoportret, 1920 Museu Nacional d'Art de Catalunya

Julio González (ur. 21 września 1876 w Barcelonie, zm. 27 marca 1942 w Arcueil) – hiszpański rzeźbiarz i malarz. Wykorzystywał kute i spawane żelazo jako środek wyrazu artystycznego. Inspirowany kubizmem, rosyjskim konstruktywizmem, surrealizmem, tworzył kompozycje abstrakcyjne złożone z prętów i taśm metalowych oraz naturalistyczne, fragmentaryzowane popiersia z arkuszy blachy, np. Kobieta czesząca się (1932), Montserrat (1937).

## Życie i twórczość
W 1891 Julio razem ze swoim bratem rozpoczął naukę złotnictwa u swego ojca, który prowadził znane atelier kowalstwa artystycznego. Równolegle uczestniczył w wieczorowych kursach rysunku w Wyższej Szkole Artystycznej w Barcelonie. W 1896 ojciec Julia zmarł i rodzina przeniosła się w 1899 do Paryża. Około 1900 González nawiązał artystyczne kontakty z Pablem Picassem, Georges'em Brakiem, Maxem Jacobem, Joaquínem Torresem Garcíą, Pau Gargallo i Constantinem Brâncușim.
Najpierw postanowił zostać malarzem. W 1908 po śmierci brata przeżył psychiczny kryzys. Przez parę lat żył w odosobnieniu i utrzymywał kontakty jedynie z Picassem i Brancusim. Wówczas zarzucił zupełnie malarstwo i zaczął zarabiać na życie kowalstwem.
W 1918 rozpoczął naukę jako spawacz w firmie Renault.
Ze zdobytymi umiejętnościami rzemieślniczymi zaczął tworzyć swoje pierwsze rzeźby z kutego żelaza. Pierwszymi kompozycjami były postacie ludzkie – w klasycznej formie rzeźby tradycyjnej. Od 1923 pracował razem z Pablem Picassem, a około 1928 zachęcił go do pracy w metalu. Picasso natomiast inspirował Gonzáleza do tworzenia ciągle nowych abstrakcyjnych form z różnych materiałów. W 1931 zorganizowali razem z surrealistami wystawę w paryskim Salon des Sur-Indépendants. W 1931 González został członkiem stowarzyszenia artystów Cercle et Carré, później też Abstraction-Création.
W 1933 stworzył swoją najważniejszą rzeźbę Anioł, a w 1935 Siedzącą. W 1937 jego rzeźba La Montserrat pokazana została w pawilonie hiszpańskim na paryskiej wystawie światowej. Słynny Kaktusmann – człowiek-kaktus powstał w 1940.
W ostatnich latach życia González ograniczał się do rysowania, a z powodu ograniczeń materiałowych związanych z wojną – do rzeźb z plasteliny i gipsu.

## Ważniejsze wystawy (wybór)
- 1955: Documenta I (Kassel)
- 1956: Museum of Modern Art (Nowy Jork)
- 1957: Kestner-Gesellschaft (Hanower)
- 1959: Documenta II (Kassel)
- 1964: Documenta III (Kassel)
- 1977: Kunsthalle (Mannheim)
- 1983: Akademie der Künste (Berlin)
- 1986: Muzeum Narodowe Centrum Sztuki Królowej Zofii (Madryt)
- 1990: Whitechapel Art Gallery (Londyn)
- 2003: Neues Museum Weserburg (Brema)
- 2004: Museu d’Art Contemporani, (Barcelona/Lublana)
- 2005: IVAM Museo Esteban Vicente (Segowia)
- 2006: Lehmbruck Museum (Duisburg/Zurych)
- 2009: Muzeum Narodowe Centrum Sztuki Królowej Zofii (Madryt)